# بخش مرکزی شهرستان گنبکی
بخش مرکزی، یکی از بخش‌های شهرستان گنبکی در استان کرمان ایران است. مرکز این بخش، شهر گنبکی است.

## جمعیت
بر پایه سرشماری عمومی نفوس و مسکن در سال ۱۳۹۵، جمعیت بخش مرکزی شهرستان گنبکی برابر با ۱۵٬۳۹۹ نفر بوده است.